# Nationalratswahl in Österreich 1971
- SPÖ: 93
- FPÖ: 10
- ÖVP: 80

- Regierung: 93
- Opposition: 90

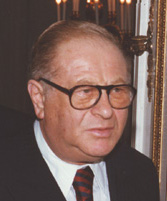
Bruno Kreisky (SPÖ)

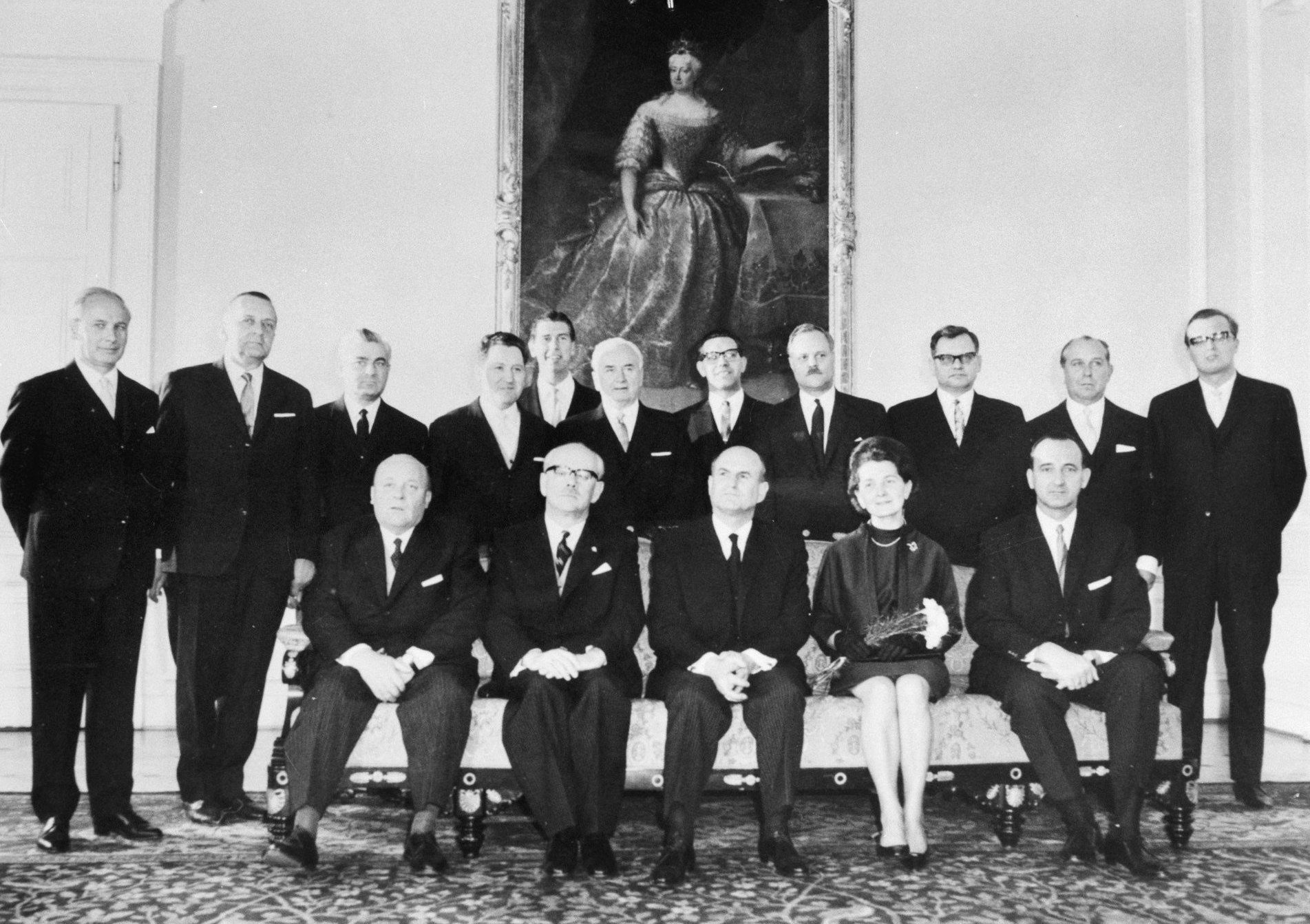
Karl Schleinzer (rechts sitzend)

Die Nationalratswahl am 10. Oktober 1971 war die Wahl zur 13. Gesetzgebungsperiode der Republik Österreich. Stimmen- und mandatsstärkste Partei wurde die SPÖ von Bruno Kreisky, die die absolute Mehrheit erreichte. Den zweiten Platz belegte die ÖVP von Karl Schleinzer, die Stimmen verlor. Die FPÖ, die mit dem ehemaligen SS-Obersturmführer Friedrich Peter als Spitzenkandidaten antrat, konnte aufgrund des geänderten Wahlrechts trotz gleichbleibender Stimmen Mandatsgewinne verbuchen.
Wahlberechtigt waren 4.984.448 Menschen. Die Wahlbeteiligung betrug 92,44 Prozent (1970: 91,78 Prozent).

## Hintergrund
Die Nationalratswahl 1971 war die erste nach der von SPÖ und FPÖ beschlossenen Wahlrechtsreform. Die Abgeordnetenzahl wurde von 165 auf 183 vergrößert und kleine Parteien im Unterschied zum vorhergehenden System bevorzugt. Die Wahlrechtsreform kann als politisches Zugeständnis der SPÖ-Minderheitsregierung an die sie unterstützende FPÖ gesehen werden.

## Endergebnis
| Wahlwerber                              | Stimmen   | Anteil  | Anteil  | Mandate | Mandate |
| Wahlwerber                              | Stimmen   | 1971    | ±       | 1971    | ±       |
| --------------------------------------- | --------- | ------- | ------- | ------- | ------- |
| Sozialistische Partei Österreichs (SPÖ) | 2.280.168 | 50,04 % | +1,62 % | 93      | +12     |
| Österreichische Volkspartei (ÖVP)       | 1.964.713 | 43,11 % | −1,58 % | 80      | +2      |
| Freiheitliche Partei Österreichs (FPÖ)  | 248.473   | 5,45 %  | −0,07 % | 10      | +4      |
| Kommunistische Partei Österreichs (KPÖ) | 61.762    | 1,36 %  | +0,38 % | 0       | ±0      |
| Offensiv links (OL)                     | 1.874     | 0,04 %  | n.k.    | 0       | –       |

n.k. = nicht kandidiert

## Ergebnisse in den Bundesländern
Im Folgenden sind die Ergebnisse in den Bundesländern aufgelistet.
|                  | SPÖ   | ÖVP   | FPÖ   | KPÖ  | OL   |
| ---------------- | ----- | ----- | ----- | ---- | ---- |
| Burgenland       | 50,23 | 46,43 | 2,87  | 0,47 | –    |
| Kärnten          | 54,96 | 33,75 | 9,71  | 1,58 | –    |
| Niederösterreich | 47,02 | 48,63 | 3,11  | 1,24 | –    |
| Oberösterreich   | 47,98 | 44,68 | 6,51  | 0,83 | –    |
| Salzburg         | 45,19 | 42,55 | 11,49 | 0,77 | –    |
| Steiermark       | 48,95 | 44,53 | 4,88  | 1,64 | –    |
| Tirol            | 37,78 | 56,48 | 5,18  | 0,56 | –    |
| Vorarlberg       | 36,65 | 51,63 | 11,06 | 0,66 | –    |
| Wien             | 59,49 | 33,87 | 4,34  | 2,13 | 0,17 |

## Folgen
Die SPÖ verfügte nach den Wahlen erstmals in der Zweiten Republik über eine absolute Mandatsmehrheit. Bruno Kreisky blieb Bundeskanzler. Die Bundesregierung Kreisky II nahm am 4. November 1971 ihre Arbeit auf.